# آ کاپلا (اسپانیا)
آ کاپلا (به اسپانیایی: A Capela) یک شهرستان در اسپانیا با جمعیت ۱٬۴۱۷ نفر است که در O Eume واقع شده‌است.